# Thrakisches Meer
Das Thrakische Meer (griechisch Θρακικό Πέλαγος Thrakiko Pelagos, türkisch Trakya Denizi) ist ein Nebenmeer der Ägäis im europäischen Mittelmeer. Es befindet sich südlich der Küste Makedoniens und Thrakiens, zwischen der Halbinsel Chalkidiki und der nordwestlichen Türkei mit der Halbinsel Gallipoli. Als südliche Grenze zur übrigen Ägäis gilt etwa der 40. Breitengrad, im Osten verbinden die Dardanellen das Thrakische mit dem Marmarameer.
Die Küste gliedert sich in mehrere Buchten, es sind von West nach Ost der Golf von Ierissos, der Strymonische Golf, die Bucht von Kavala und die Bucht von Saros. Einige wasserreiche Flüsse entwässern in das Meer, nämlich Struma, Nestos und Mariza.
Zu den größeren Inseln zählen Thasos, Samothraki und Bozcaada, am südlichen Rand Limnos und Gökçeada. 
Von wirtschaftlicher Bedeutung ist das Meer vor allem durch das Vorkommen von Erdöl und Erdgas im Nordägäischen Schelf, Thasos ist als geologischer Ausläufer der Griechischen Rhodopen ein bedeutendes Gebiet für Bergbau und Metallgewinnung. Größere Häfen befinden sich in Amfipoli, Kavala, Alexandroupoli, Thasos, Samothrake und Bozcaada.
Koordinaten: 40° 22′ N, 25° 10′ O